# Oreoderus bhutanus
Oreoderus bhutanus är en skalbaggsart som beskrevs av Gilbert John Arrow 1910. Oreoderus bhutanus ingår i släktet Oreoderus och familjen Cetoniidae. Inga underarter finns listade i Catalogue of Life.